# Pere II de Courtenay
Pere II de Courtenay o I de Constantinoble (~1165 -1219) fou emperador llatí nominalment del 1216 al 1219.

## Família
Era fill de Pere I de Courtenay (el fill més jove del rei Lluís VI de França i Adelaida de Savoia) i d'Elisabet de Courtenay. Va succeir el seu pare com a senyor de Courtenay i altres senyories quan va morir el 1183. Pere es va casar el 1184 amb Agnès de Nevers (morta el 1193) amb qui va tenir una sola filla, Mafalda o Matilde de Courtenay, que va heretar Nevers, Auxerre i Tonnerre, que venien de dret matern.
Amb la segona muller Violant de Flandes va tenir deu fills: 
- Felip (mort el 1226), marquès de Namur, va renunciar la corona imperial
- Robert I de Courtenay (mort el 1228), emperador llatí
- Enric (mort el 1229), marquès de Namur
- Balduí II de Courtenay (mort el 1273), emperador llatí
- Margarida, marquesa de Namur, casada amb Ràul d'Issoudun i després amb el comte Enric de Vianden
- Elisabet, casada amb Gualteri, comte de Bar, i en segones noces amb Eudes, senyor de Montagu
- Iolanda, casada amb Andreu II d'Hongria
- Elionor, casada amb Felip de Montfort, senyor de Tir
- Maria de Courtenay, casada amb l'emperador Teodor I Làscaris de Nicea
- Agnès, casada amb Jofre II Villehardouin, príncep d'Acaia

## Política
Mitjançant l'enllaç amb Agnès de Nevers va obtenir els comtats de Nevers, Auxerre i Tonnerre. El 1190 Pere va acompanyar al seu cosí el rei francès Felip August, a la croada i va tornar a França el 1193 poc abans que va morir la seva primera esposa (entre finals del 1193 i començament de febrer del 1194) deixant de Pere una filla, coneguda com a Matilde de Courtenay, per la qual fou regent de Nevers, Auxerre i Tonnerre. Llavors es va casar amb Violant d'Hainaut (també anomenada Violant o Iolanda de Flandes), germana de Balduí IX de Flandes i VI d'Hainaut i d'Enric de Flandes que foren el primer i el segon emperadors llatins (Balduí I i Enric I) i filla de Balduí V d'Hainaut i VIII de Flandes i de Margarida I de Flandes, i va prometre la seva filla Matilde amb el seu cunyat Felip I de Namur el Noble, comte de Namur el 1195.
El 1196 va haver de fer front a la revolta del seu cunyat Guillem de Brienne, que al front d'un exèrcit xampanyès, devastava Auxerre i va assetjar Vézelay. El 1199 va entrar en lluita amb un dels seus vassalls, Arveu IV de Donzy i Pere fou derrotat a Cosne-sur-Loire i fet presoner i no fou alliberat més que a canvi del matrimoni d'Arveu amb Matilde de Courtenay i la cessió del comtat de Nevers (vitalíciament Pere conservaria Auxerre i Tonnerre).
Va lluitar més tard contra els albigesos (1209 i 1211). El 15 d'octubre de 1212 el seu cunyat Felip I el Noble, marquès i comte de Namur, va morir designant com a successora la seva germana Violant d'Hainaut, l'esposa de Pere. El matrimoni va designar al seu fill gran Felip com a marquès i comte de Namur i regent per la mare fins a la mort d'aquesta. Pere va estar present a la batalla de Bouvines el 1214.
El 16 de juny de 1216, un altre cunyat, Enric d'Hainaut, segon emperador llatí, va morir i els barons de l'Imperi van proposar pel tron al rei Andreu II d'Hongria, nebot del difunt, que va refusar; llavors van proposar a Pere de Courtenay, que va acceptar, ja que el seu paper a França sempre seria secundari i l'elecció li oferia oportunitat d'elevar-se. Va rebre els ambaixadors llatins a Courson-les-Carrières i va vendre o hipotecar part dels seus dominis per finançar l'expedició. Se'n va anar a Roma on volia ser coronat pel papa Honori III, però aquest es va mostrar reticent per no vulnerar els drets del patriarca de Constantinoble (i per temor que futurs emperadors no aprofitessin aquest precedent per emetre pretensions sobre Roma i l'Imperi d'Occident. Així doncs, Pere i Violant no foren coronats a la basílica de Sant Pere sinó a la de Sant Llorenç que es trobava fora de Roma (9 d'abril de 1217).
Pere va reunir una força de cinc mil homes i per embarcar-los va recórrer als venecians que li van demanar a canvi apoderar-se de Durazzo, que estava en mans de Teodor Àngel, dèspota de l'Epir. Així mentre Violant anava directament a Constantinoble, Pere i els venecians van assetjar Durazzo, però la ciutat, ben defensada i avituallada, va resistir. Com que va fracassar el setge, els venecians van refusar de portar el seu exèrcit a Constantinoble i Pere va decidir anar a Salònica per terra, negociant el lliure pas amb el dèspota Teodor Àngel; però aquest sobtadament el va atacar i va destruir una part de les seves forces i el va fer presoner (1217). Va restar empresonat durant dos anys, suposadament fins a la seva mort, anunciada el 1219, sense arribar mai a gaudir del tron. La seva dona Violant fou regent per un cert temps i va morir el mateix 1219. El va succeir com a emperador el seu segon fill Robert I de Courtenay.